# Absolutierung
Unter Absolutierung versteht man in der Chemie die Reinigung bzw. das aufkonzentrieren eines Lösungsmittels auf  nahezu 100 % Gehalt. Kommerziell gehandelte organische Lösungsmittel sind zumeist nicht 100%ig rein, da sie kleinste Mengen Wasser oder andere Verunreinigungen enthalten. So hat z. B. Ethanol häufig nur einen Gehalt von 96 %, da Ethanol mit Wasser ein Azeotrop bildet. Absoluten Alkohol, der in vielen chemischen Syntheseschritten als Lösungsmittel notwendig ist, erhält man z. B. durch die Trocknung mit Molekularsieben (Porenweite A3), anschließender Reaktion mit elementarem Natrium und abschließender Destillation über Diethylphthalat. Eisessig hingegen wird durch einen Zusatz an Acetanhydrid und anschließender Destillation absolutiert. Absoluten (wasserfreien) Diethylether (auch THF oder Dioxan) erhält man aus der Handelsware durch Einpressen von Natriumdraht. Das Natrium beugt zudem einer Bildung von Etherperoxiden vor. Methanol kann mit elementarem Magnesium absolutiert werden. Dabei macht man sich die Bildung des Magnesiummethanolats zu Nutze. Methoden zur Absolutierung vieler Lösungsmittel sind in der chemischen Fachliteratur beschrieben.
Durch die kommerzielle Verfügbarkeit von hochreinen, teilweise für bestimmte Zwecke optimierter Lösemittel ist ein Absolutieren heute meist nur noch von historischen Interesse, oder für Sonderzwecke üblich.